# Samiha Mohsen
Samiha Tarek Ahmed Mohsen, née le 27 octobre 1998 en Égypte, est une nageuse égyptienne.

## Carrière
Elle remporte aux Championnats d'Afrique de natation 2018 la médaille d'or du 100 mètres dos, la médaille d'or du relais 4 x 100 m nage libre mixte et du relais 4 x 100 m quatre nages mixte, la médaille d'argent du 50 mètres dos et la médaille d'argent du relais 4 x 100 m nage libre et du relais 4 x 100 m quatre nages.
Aux Championnats d'Afrique de natation 2021 à Accra, elle est médaillée d'or du 50 mètres dos, médaillée d'argent du 100 mètres dos et sur 4 × 100 mètres quatre nages et médaillée de bronze du 200 mètres dos et du 4 x 100 mètres quatre nages mixte.